# ブラボー実験

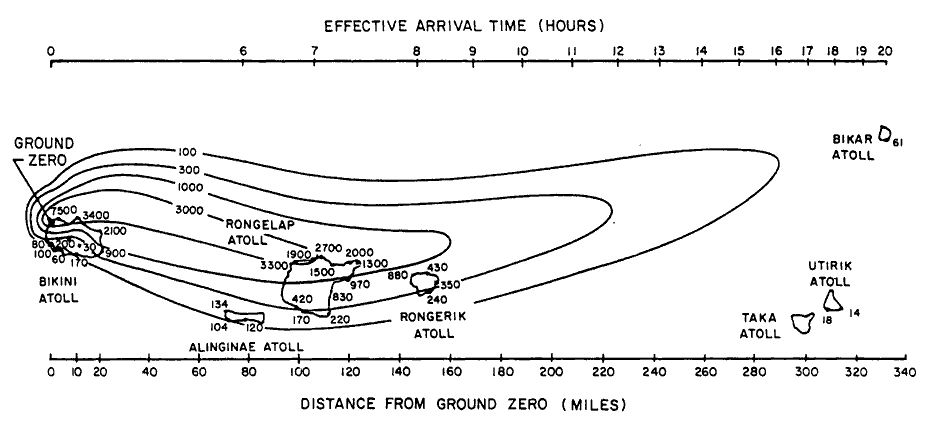
ブラボー実験で発生した放射性降下物による汚染状況。
当時、多くの住民が居住していたロンゲラップ環礁が強い放射能に汚染され、多くの住民に深刻な放射線障害が現れた。

ブラボー実験（ブラボーじっけん、英語: Castle Bravo）は、キャッスル作戦として1954年3月1日にアメリカ合衆国によりビキニ環礁（太平洋核実験場）で実施された、高出力熱核爆弾を用いた最初の核実験である。実験当時としてはアメリカの最大出力の、また世界初の水素化リチウムを用いた核融合兵器であった
。本実験の成功により、冷却が必要だった液体重水素・トリチウム燃料を使わない熱核兵器の概念が実証された。しかしながら、出力がTNT換算15Mtと、事前に見積もられていた6.0Mtの2.5倍となった事により、ビキニ環礁の東地域で想定外の放射能汚染を引き起こしてしまった。
この実験による放射性降下物はロンゲラップ環礁とウチリック環礁を中心に降り注ぎ、住民は避難が3日後となったために放射線障害に苦しむこととなった。また、日本の漁船「第五福竜丸」の乗組員23名も放射性降下物に汚染され、急性放射線症候群を訴えた。ブラボー実験を契機として、世界的に大気圏内での核実験に対する反対運動が盛り上がりを見せた。

## 概説
1954年5月までに6回の核実験が行われたキャッスル作戦の一環であり、同作戦のうち最も有名である。これには３つの理由がある。
- ブラボー実験の成功が、爆撃機に搭載可能な、実用兵器としての水爆の出現を意味した。
- アメリカの不十分な危険水域設定により、第五福竜丸をはじめとする数百隻の漁船が被曝したうえ、ロンゲラップ環礁などにも死の灰の降灰があり、2万人以上が被曝したといわれる。
- 実験を行なった島は消え去り、深さ120m、直径1.8kmのクレーターが生じた。

## 想定外の核出力
危険水域の設定が不十分だったのは、核出力の見積りを誤ったためであるとアメリカ側が主張している。見積りでは6Mtとされていたが、想定されていた2.5倍程度の15.0Mtに及ぶと共に、大量の放射性物質を撒き散らす事となった。この出力はアメリカが行ってきた一連の核実験で最大の核出力となる。一般に核融合は反応生成物の放射能が核分裂反応と比べ小さくなる。しかしながら、本実験では出力が大きくなった結果、核融合燃料を覆うウラン238の外殻（タンパー）による核分裂反応の量も増加したため、本実験での汚染が深刻となった。
見積もりが過小評価となった理由は、核融合燃料に含まれるリチウム7であると言われていた。効率的な熱核燃焼のためにはトリチウムを生成しやすいリチウム6（天然存在比7.5％）を濃縮する必要があるが、当時はまだ濃縮度が低かった。しかしながら、高速中性子に対してはリチウム7の方がトリチウムを生成しやすい。このリチウム7の寄与を設計を担当したロスアラモス研究所が見落としていたため出力を過小評価してしまった、という説である。しかし、2024年にロスアラモスで行われたシミュレーションコードによる検証では、この説を否定する結果が得られた。この検証によると、当時のリチウム7の寄与の評価が粗雑だったのは事実だが、2倍以上の大幅な過小評価には繋がらず、同じく核兵器を設計しているローレンス・リバモア国立研究所でも独自のコードで同様の結果を得たことが報告された。この検証では、予測失敗の真の原因は物質の状態方程式など、他の計算によるものと推測されたが、完全に解明されることは恐らくないと結論付けている

。

## 実験後の影響
実験後のアメリカ政府の対応の不適切により被爆者の数が増え、特に当時のマーシャル諸島の住民に対する処置は「事実上の人体実験ではないか」とする批判がある。
また、第五福竜丸の被曝を矮小化するため、アメリカの国家安全保障会議作戦調整委員会 (OCB) は「水爆や関連する開発への日本人の好ましくない態度を相殺するための米政府の行動リスト」（1954年4月22日起草）で、科学的対策として「日本人患者の発病の原因は、放射能よりもむしろサンゴのちりの化学的影響とする」と明記。「放射線の影響を受けた日本の漁師が死んだ場合、日米合同の病理解剖や死因についての共同声明の発表の準備も含め、非常事態対策案を練る」としていた。実際、同年9月に第五福竜丸の久保山愛吉無線長（当時40歳）が死亡した際、日本人医師団は死因を「放射能症」と発表したが、米国は現在まで「放射線が直接の原因ではない」との見解を取り続けている。
当時の水産庁では、3月から8月に実験区域とその周辺で操業していた船舶を指定5港（塩釜港、芝浦港、三崎漁港、清水港、焼津漁港）に入港させ、船体および魚について検査を行っている。検査の結果、水爆実験海域とその周辺の要報告区域以外で操業した魚からも放射性物質が検出され、廃棄処分となっている。
1954年当時のアメリカは、放射性物質は海の広さと深さで爆心地から離れると影響は薄まると言いつつ、日本産の放射性物質が検出されたマグロを禁輸にした。広い海洋で放射性物質が薄まるアメリカ原子力委員会の見解に対抗するため、水産庁の呼びかけで顧問団が結成され、1954年5月14日から同年7月4日まで顧問団から派遣された科学者22人を乗せた水産講習所の練習船俊鶻丸でビキニ環礁と周囲海域の調査活動を実施し、放射線測定器（第五福竜丸展示館に保存展示されている）での測定、食物連鎖でマグロの内臓に放射性物質が溜まり高濃度になること、海流で同じ地域を循環するので放射性物質の濃い地帯（広さ・深さ）が存在しつづけ、海全体で薄まることはありえないことが証明され（理研科学映画製作、キャッスル作戦・ビキニ核実験海域の調査船の活動を記録した『俊鶻丸の記録』〈しゅんこつまるのきろく〉に描かれている）、1955年5月に報告書をまとめて政府に報告した。
第五福竜丸の被爆は日本国内で反響を呼び、大きな反核運動となった。また、1954年公開の怪獣映画『ゴジラ』の制作には、この事件が大きな影響をおよぼしている。毎年、ブラボー実験のあった3月1日には、ビキニ・デーの反核イベントが催されている。
なお、水着のビキニの名称はビキニ環礁に由来するのであるが、その命名のきっかけが、この水爆実験「ブラボー」であるとの誤解が一部にある。ルイ・レアールによる水着のビキニの命名は1946年7月5日であり、ブラボー実験の7年以上前のことである（詳細は、ビキニ (水着)#水爆実験に由来するとの誤解を参照）。